# Kamień runiczny z Sønder Kirkeby

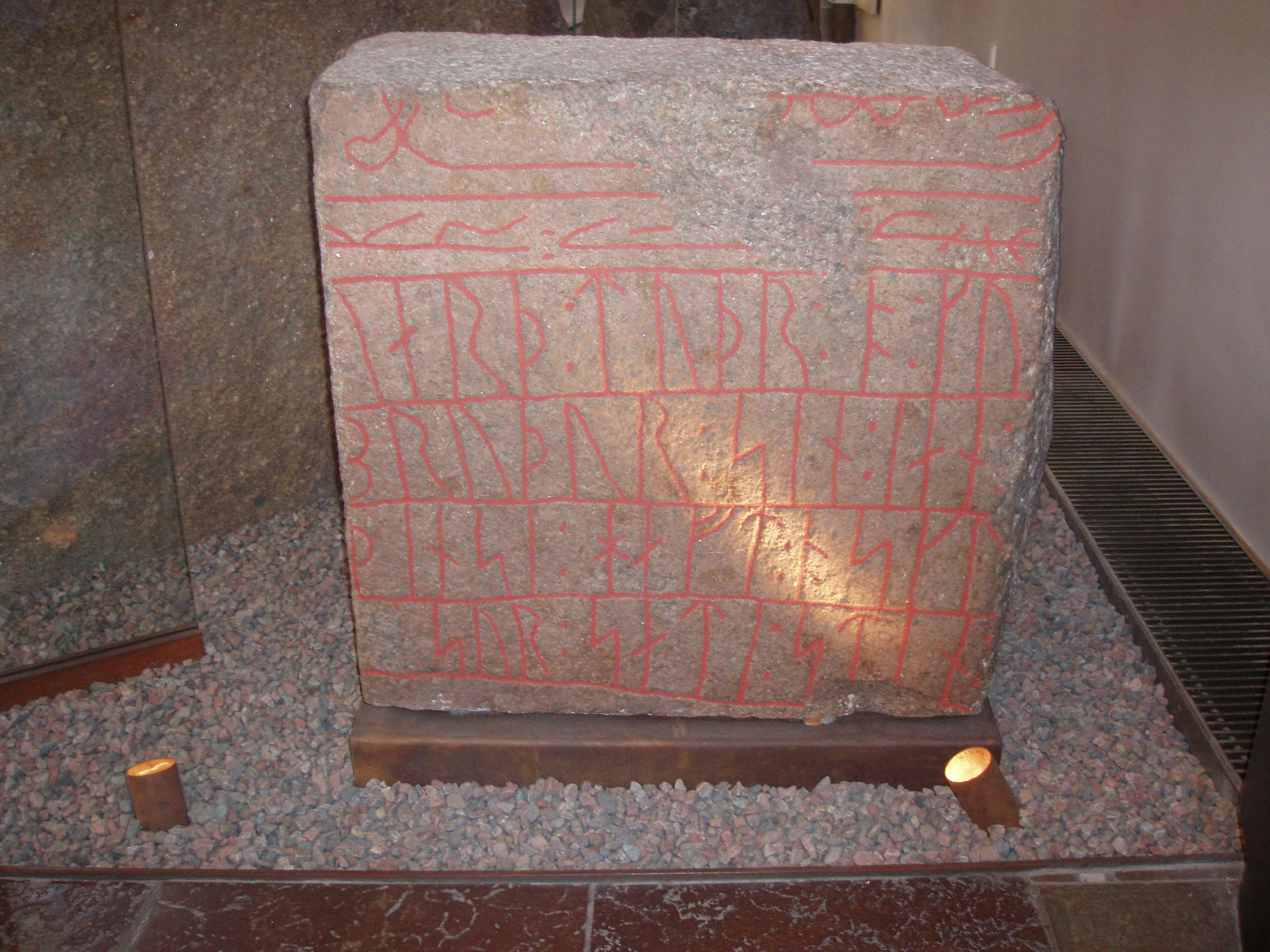
Kamień runiczny z Sønder Kirkeby

Kamień runiczny z Sønder Kirkeby (DR 220) – kamień runiczny pochodzący z II połowy X wieku. Znajduje się obecnie w zbiorach Muzeum Narodowego w Kopenhadze.
Zabytek został odkryty w 1802 roku, wmurowany w ścianę kościoła w Sønder Kirkeby na wyspie Falster. Wydobyty w 1809 roku, został zabrany do Kopenhagi i od 1867 roku znajduje się w zbiorach tamtejszego Muzeum Narodowego.
Granitowy głaz ma kształt sześcianu o wysokości 79 i szerokości 71 cm. Na jego powierzchni wyryto w czterech poziomych rzędach inskrypcję runiczną, czytaną od lewej do prawej, od dołu do góry. Ponieważ kamień został w celach budowlanych ociosany, część wyrytego na nim napisu oraz umieszczony nad nim wizerunek statku zostały bezpowrotnie zniszczone. Zachowany tekst inskrypcji głosi:
(-)-sur : sati : stin : ¶ þinsi : haft : osk(u)... ¶ bruþur : sin : ian : ... ¶ uarþ : tuþr : o : ku... ¶ þ=u=r : u=i=k=(i) : (r)=u=n=a=R (:) ...
co znaczy:
Asser ustawił ten słup kamienny dla swego brata Eskila, który padł pod Gö. Thor niech uświęci te runy.
Kamień został ufundowany przez wyznawcę starej wiary – chociaż pochodzi już z czasów chrześcijańskich, zawiera wezwanie do boga Thora. Apostrofa ta została umieszczona ponad właściwym napisem i zaszyfrowana za pomocą run wiązanych.